# Turn de ventilație

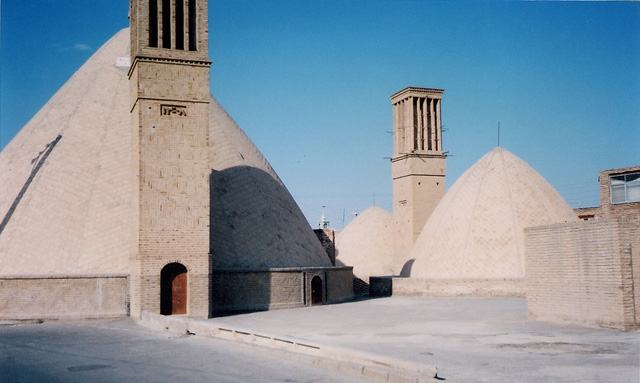
Un „Ab Anbar” (rezervor de apă) cu turnuri de vânt în orașul central iranian Nain.

Un turn de ventilație (sau Badgir, în persană بادگیر) este un element arhitectural tradițional persan care a fost folosit de secole pentru ventilația naturală a clădirilor. Turnurile de ventilație sunt încă folosite astăzi într-o multitudine de variații.

## Galerie de imagini

Schiță schematică a unui turn tradițional de ventilație. Vântul care sufla deasupra clădirii creează, de asemenea, un curent de aer în clădire.

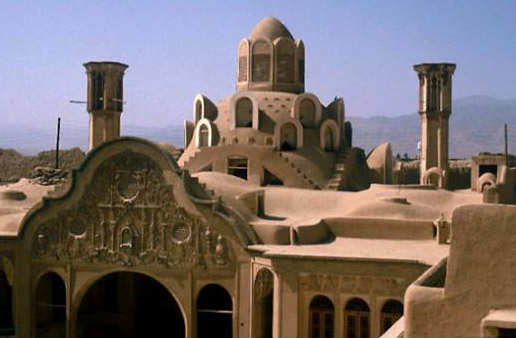
Chane-ye Borujerdi din Kashan, în centrul Iranului, a fost construită în 1857 și este un exemplu al vechii culturi arhitecturale persane din regiunile deșertice. Cele două turnuri de vânt înalte răcesc încăperile private (Andaruni) ale clădirii.
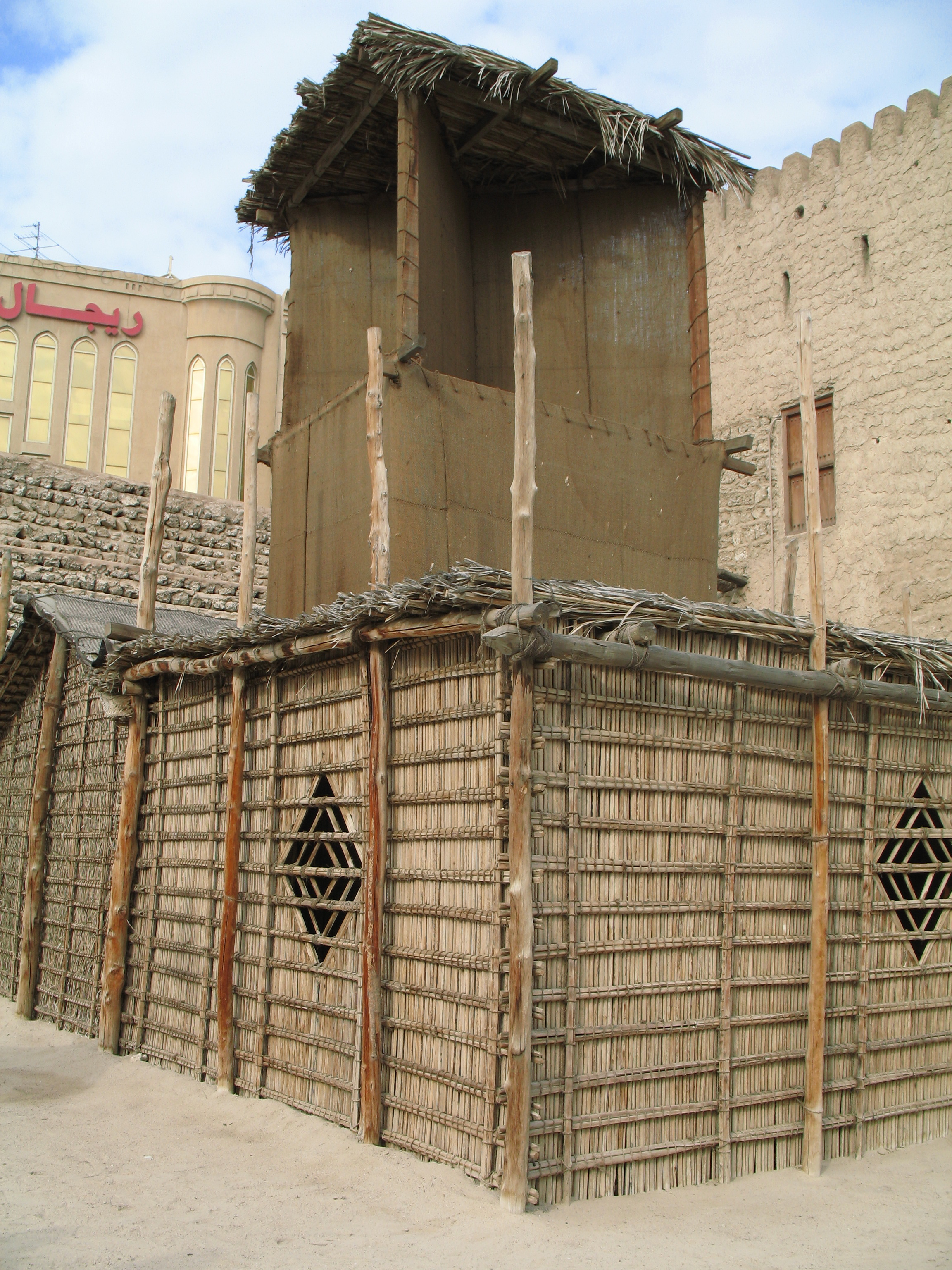
Turnul de vânt al unei case din frunze de palmier din Dubai.
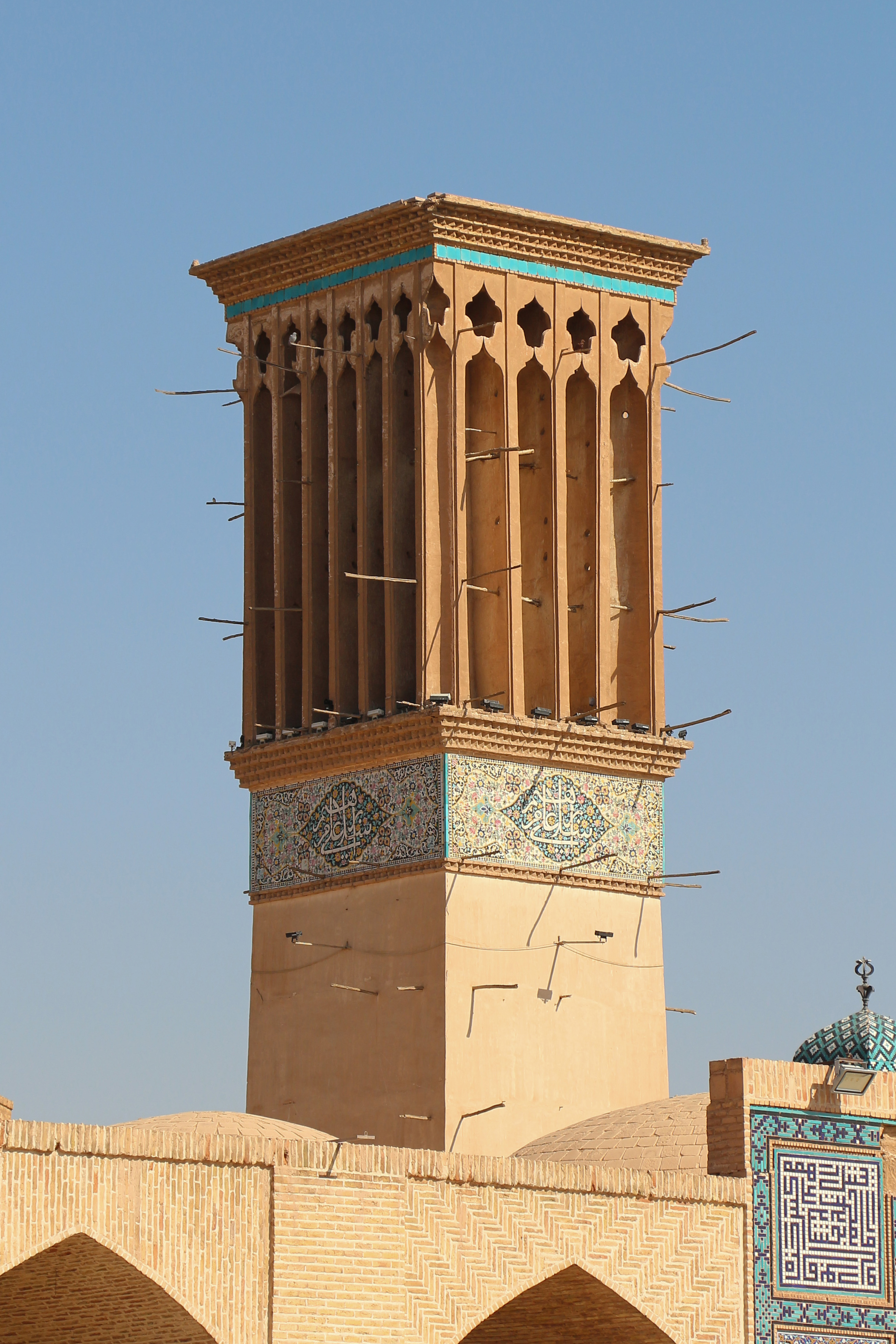
Turnul de vânt al complexului Ganjali Khan din Kerman, Iran
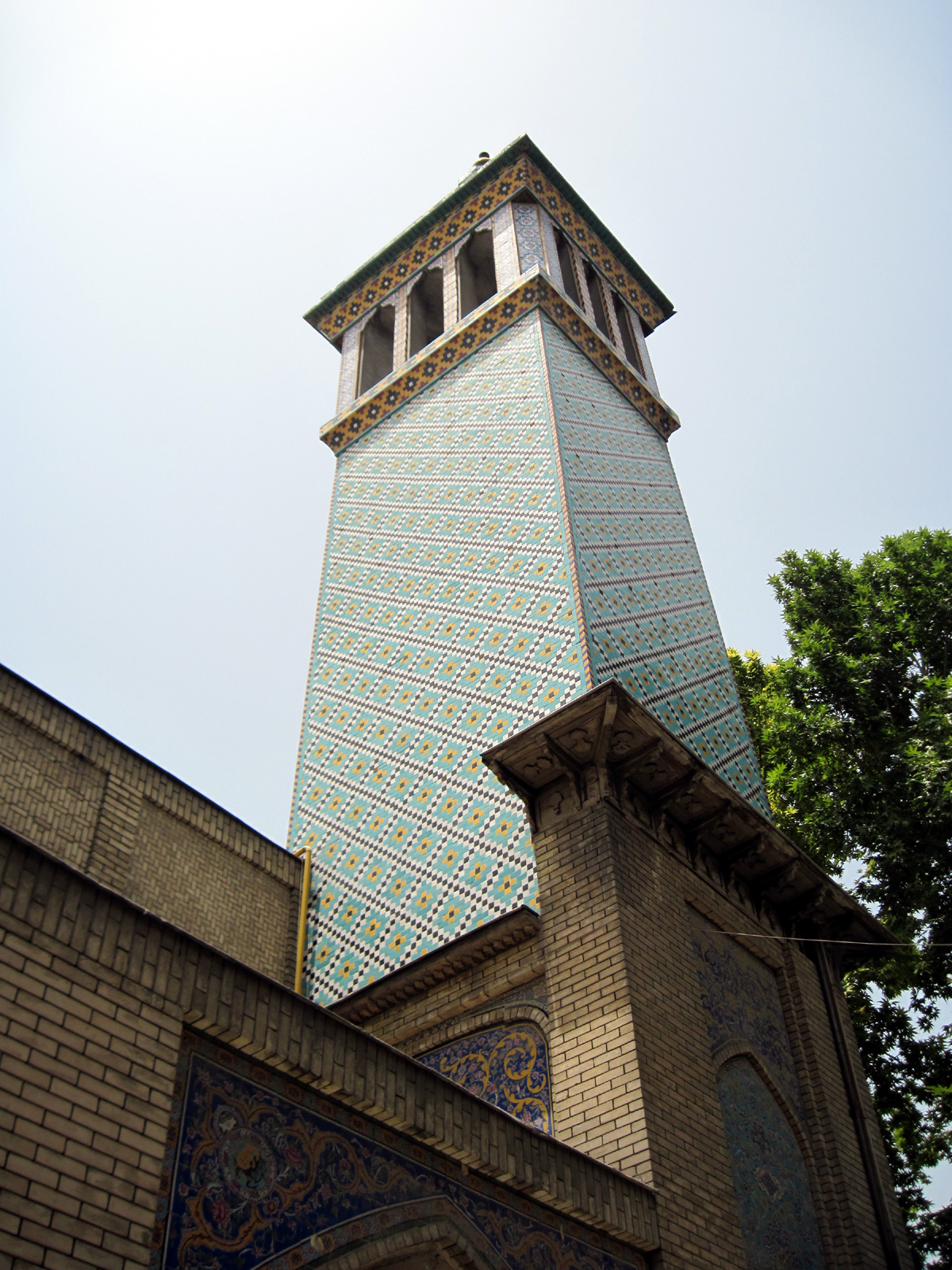
Palatul Golestan dinTeheran, Iran
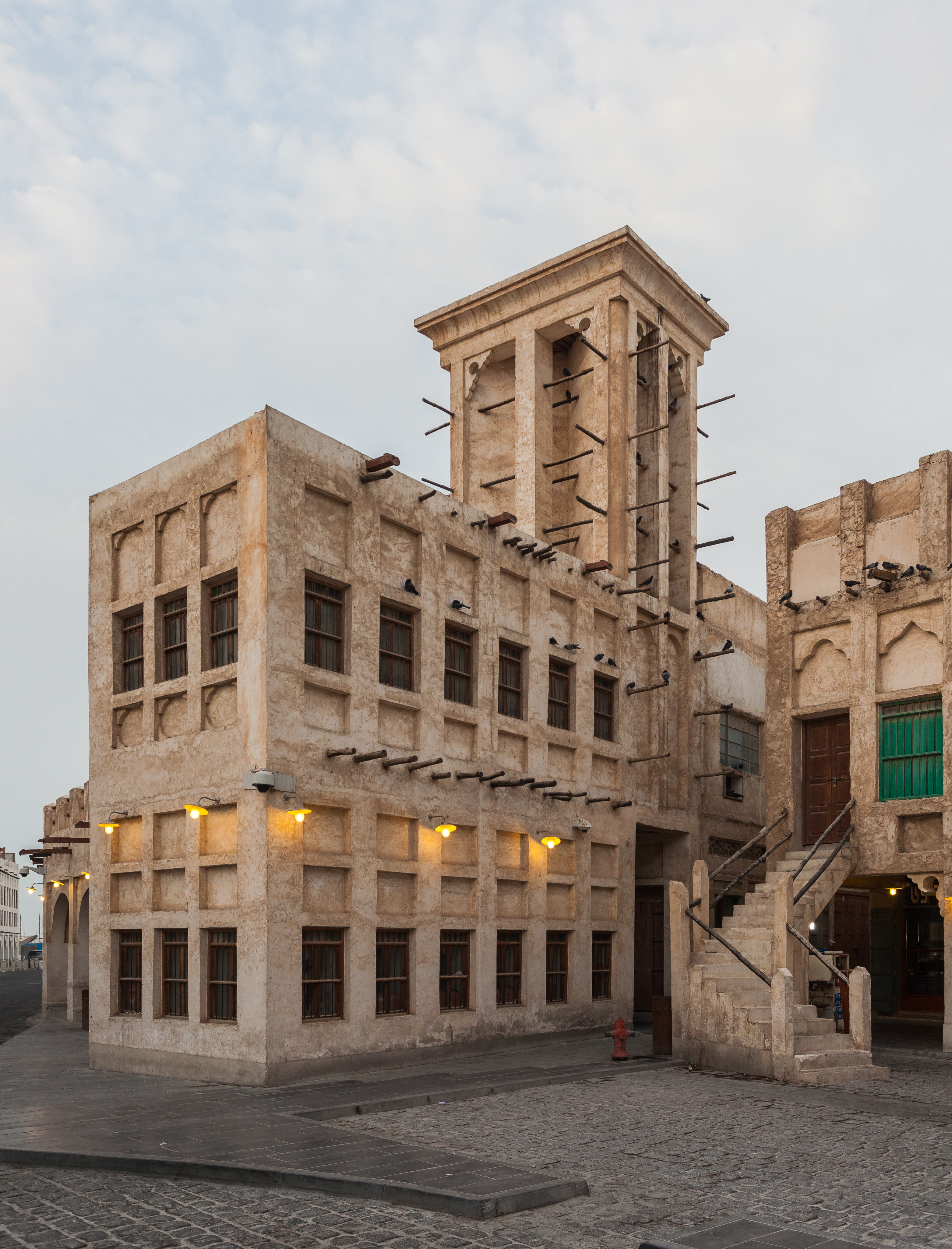
Souk Waqif, Doha, Qatar
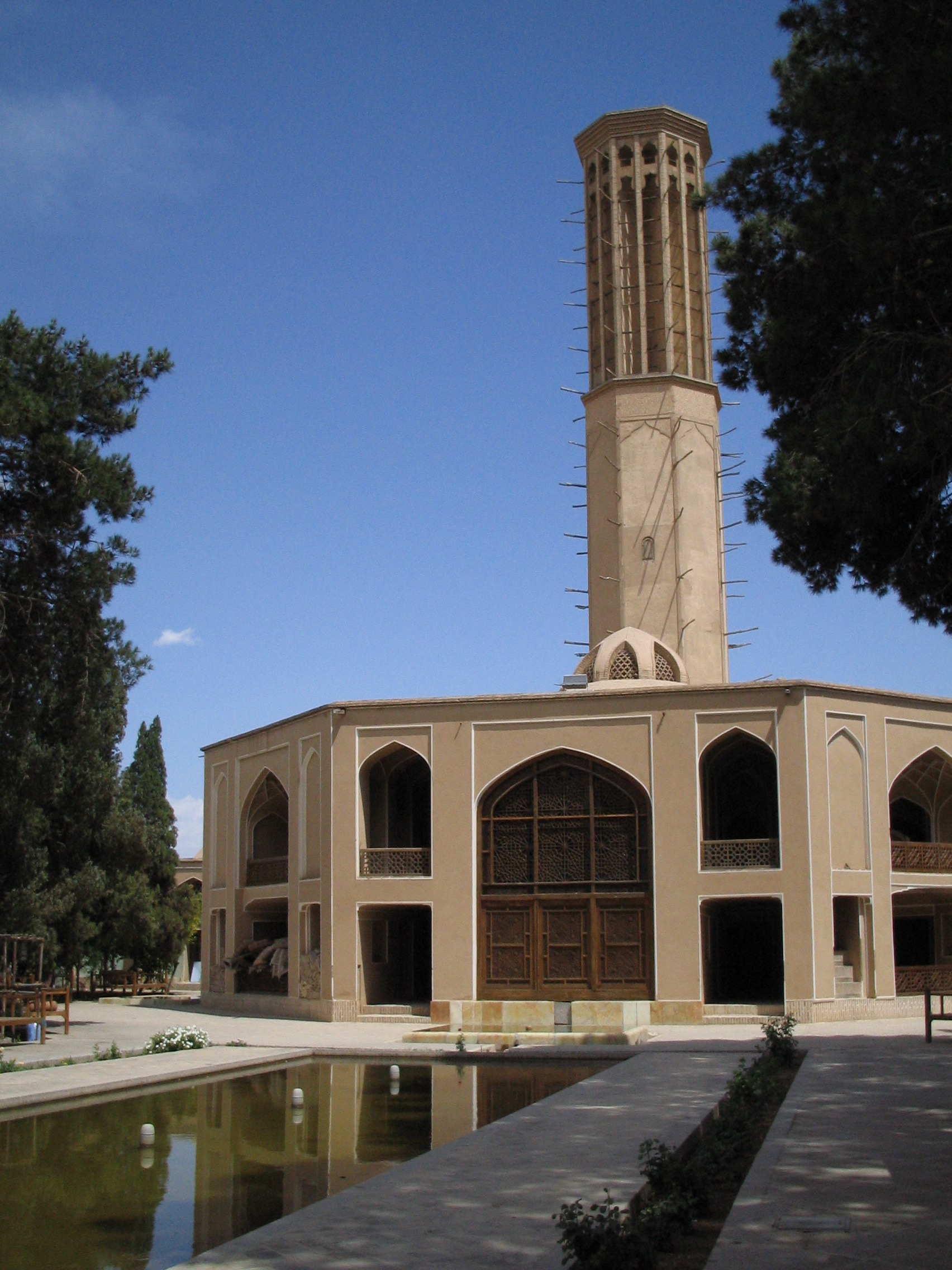
Turnul Badgir din Dowlat-abad în Yazd, unul dintre cele mai înalte turnuri de ventilație din lume
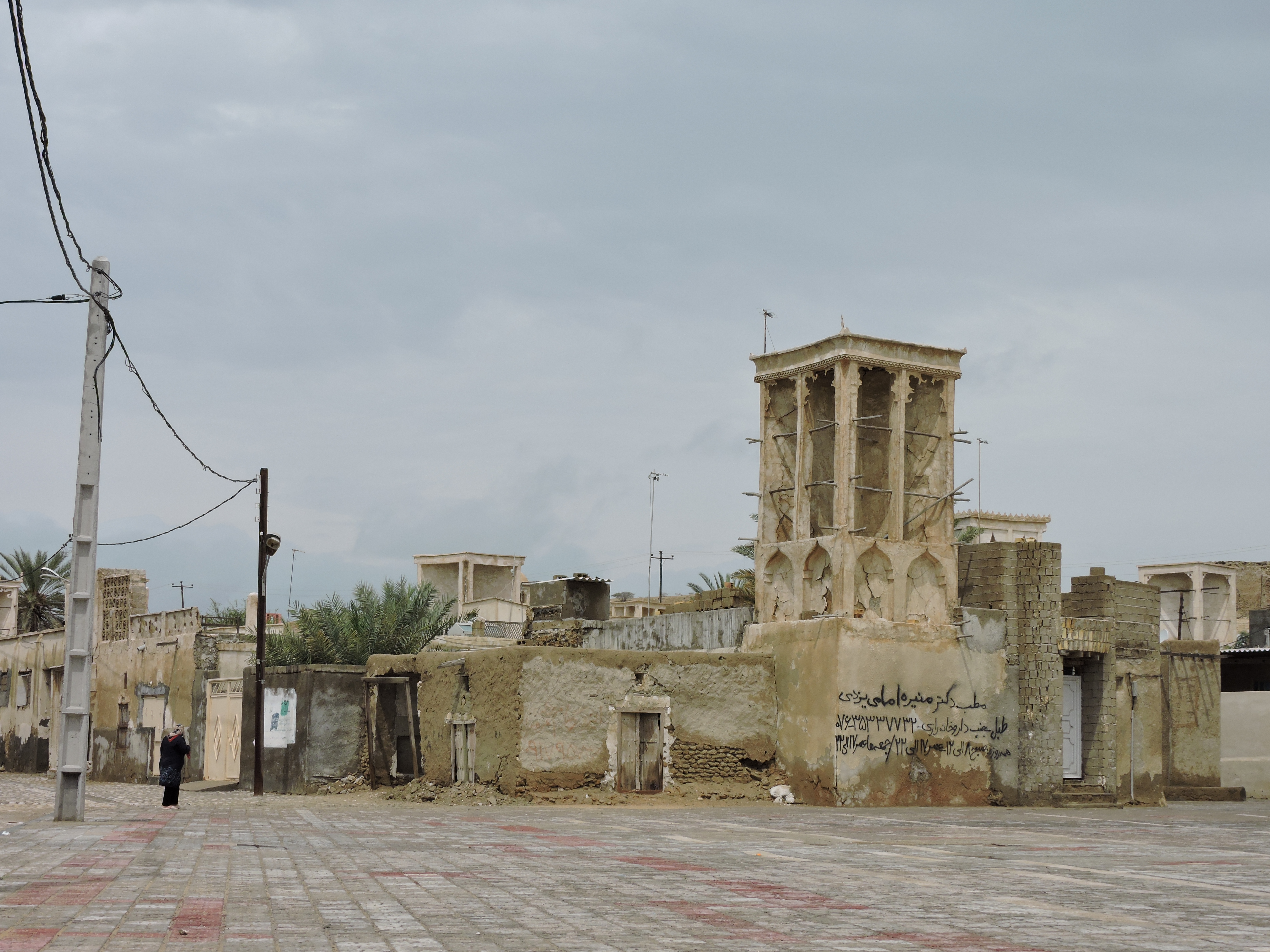
Turn de ventilație pe insula Qeshm, Iran
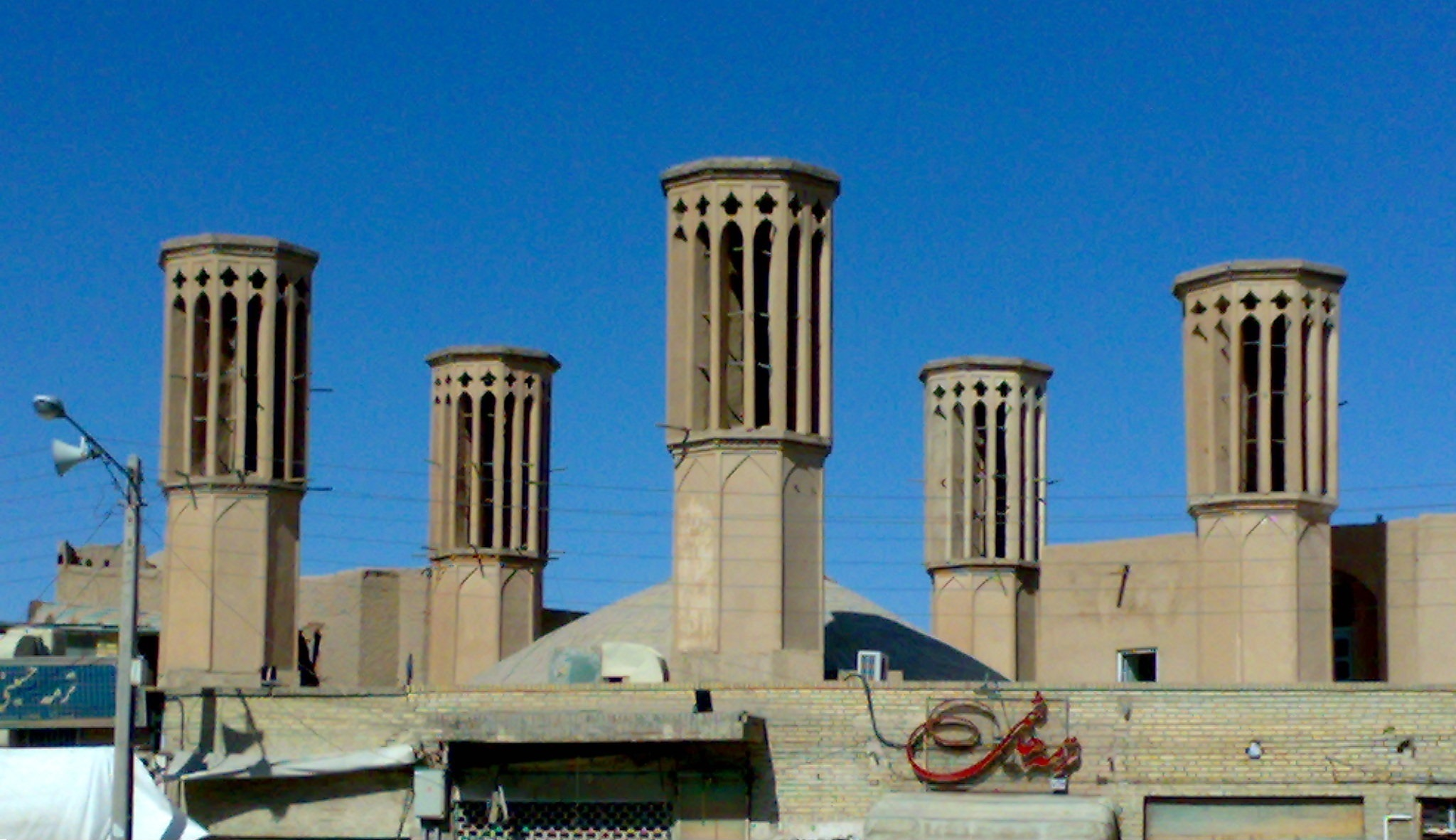
Turnuri de ventilație în Yazd